# Lent, Ain
Lent là một xã ở tỉnh Ain, vùng Auvergne-Rhône-Alpes thuộc miền đông nước Pháp. It has been part of the intercommunality of Bourg-en-Bresse since 2001, when it was created.